# عمر نابر
عمر نابر (به انگلیسی: Omar Naber) (زاده ۷ ژوئیه ۱۹۸۱) خواننده، ترانه سرا اسلوونیایی است.
او در مسابقه آواز یوروویژن ۲۰۰۵ نماینده اسلوونی بود .
او همچنین در مسابقه آواز یوروویژن ۲۰۱۷ نماینده اسلوونی بود .